# Руда-Козельська
Руда-Козельська (пол. Ruda Kozielska, нім. Klein Rauden) — село в Польщі, у гміні Кузня-Рациборська Рациборського повіту Сілезького воєводства.
Населення — 654 особи (2011).
У 1975-1998 роках село належало до Катовицького воєводства.

## Демографія
Демографічна структура станом на 31 березня 2011 року:
|          | Загалом | Допрацездатний вік | Працездатний вік | Постпрацездатний вік |
| -------- | ------- | ------------------ | ---------------- | -------------------- |
| Чоловіки | 339     | 58                 | 232              | 49                   |
| Жінки    | 315     | 41                 | 196              | 78                   |
| Разом    | 654     | 99                 | 428              | 127                  |